# ALFA (Spezialeinheit)
ALFA oder Alpha ist eine Spezialeinheit des russischen Inlandsgeheimdienstes FSB mit dem Einsatzschwerpunkt Terrorismusbekämpfung.

## Auftrag
Die Einheit ist auf Antiterrorkampf spezialisiert mit den Bereichen Geiselrettung, Scharfschützenwesen, Personenschutz und Flugzeugentführungssituationen.

## Organisation
Unter dem Eindruck der Geiselnahme von München während der Olympischen Spiele 1972 wurde in der Sowjetunion im Rahmen der 7. Abteilung des KGB die Gruppe A gegründet (russisch Группа „А“, umgangssprachlich „Alfa“, russ. Альфа genannt). Ihre Existenz wurde jedoch erst nach dem Zerfall der Sowjetunion zu Beginn der 1990er Jahre durch die Presse bekannt. Über ihre Struktur ist wenig bekannt. Ihre Stärke wird auf ca. 700 Mann geschätzt.
Im Gegensatz zur OMON rekrutiert sich ALFA ausschließlich aus Offizieren.

## Ausbildung

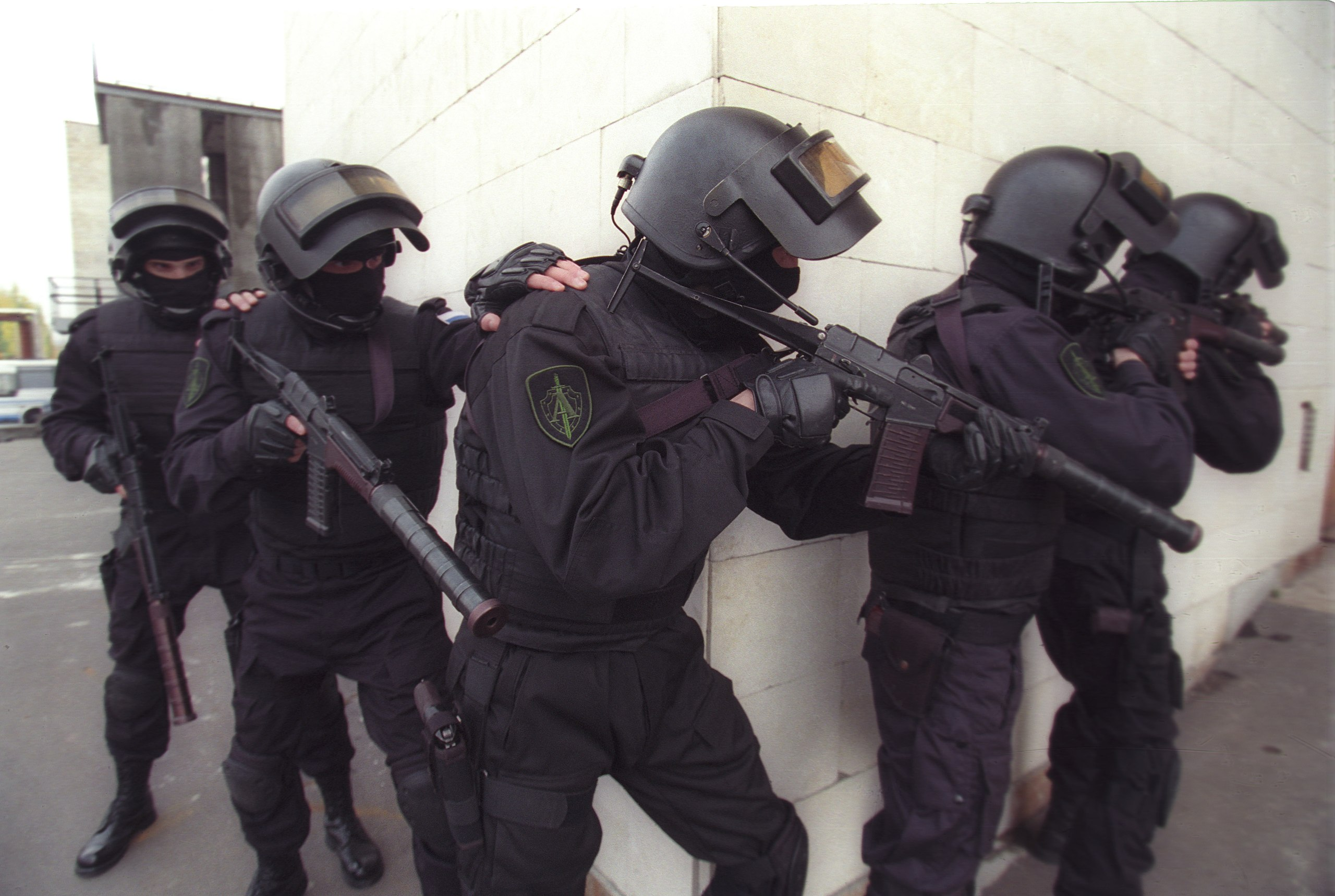
Angehörige der Einheit während einer Übung

Die Ausbildung der ALFA-Truppen gilt als besonders hart und belastungsintensiv, sowohl psychisch als auch physisch. Über Inhalt, Dauer und Ablauf der Ausbildung ist wenig bekannt.

## Geschichte
Bei der Geiselnahme von vier sowjetischen Botschaftsangehörigen in Beirut 1985 wurde ALFA in den Libanon entsandt. Nachdem eine Geisel getötet worden war, entführte ALFA ihrerseits vier Angehörige der Terrorgruppierung, schnitt einer Geisel die Hoden ab und tötete sie anschließend und sandte den Geiselnehmern Körperteile von ihm. Die Botschaft war klar, nämlich dass weitere Greueltaten wie diese folgen würden, sollten die verbleibenden drei Diplomaten nicht freigelassen werden. Die drei überlebenden Sowjetbürger wurden rasch freigelassen.
Beim kommunistischen Augustputsch in Moskau im Jahr 1991 traf ALFA eine Entscheidung von historischer Tragweite, indem sie sich weigerte, als politisches Instrument eingesetzt zu werden und wie befohlen das Parlamentsgebäude, in dem sich die liberalen Kräfte um Boris Jelzin verschanzt hatten, zu stürmen. Der Putsch mit dem Ziel der Umkehrung der von Gorbatschow begonnenen Perestroika scheiterte.
1991 waren ALFA-Soldaten an den Januarereignissen in Litauen beteiligt.
Außerdem verweigerte die Einheit den Befehl, im Oktober 1993 das rechtmäßig amtierende Parlament zu stürmen, als Präsident Jelzin in seinem Kampf gegen das Parlament, in dem die Kommunisten die Mehrheit der Stimmen besaßen, die Erstürmung von Oppositionshochburgen forderte (vgl. Russische Verfassungskrise 1993). Letztlich erfüllte ein Panzerbataillon der regulären Armee diesen Befehl.
In der jüngsten Geschichte wurde ALFA verstärkt in Spezialoperationen zur Stabilisierung der Lage in der russischen Republik Tschetschenien eingesetzt, nämlich bei der Geiselnahme von Budjonnowsk 1995, bei der Geiselnahme im Moskauer Dubrowka-Theater 2002 und bei der Geiselnahme von Beslan 2004.
Die Schwestereinheit von ALFA heißt Wympel.

## ALFA in der Ukraine
Auch in der Ukraine gibt es eine Spezialeinheit ALFA bzw. Alpha. Sie ist dem Inlandsgeheimdienst SBU unterstellt, siehe Alfa (Spezialeinheit des Inlandsgeheimdienstes der Ukraine).